# Chantal Brunner

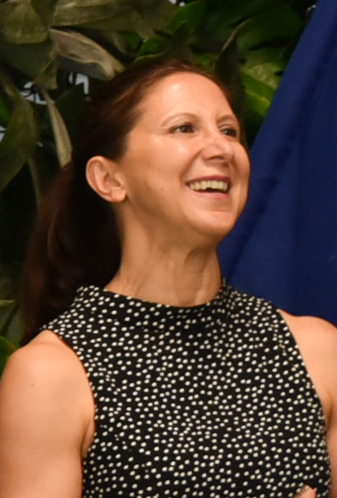
Chantal Brunner, 2020

Chantal Margarita Brunner (* 5. November 1970 in Wellington) ist eine neuseeländische Leichtathletin. Sie ist neuseeländische Rekordhalterin in den Disziplinen Weitsprung und 4-mal-100-Meter-Staffel. Sie hält auch den neuseeländischen Hallenrekord im Weitsprung. Bei einer Körpergröße von 1,67 m beträgt ihr Wettkampfgewicht 58 kg. Trainiert wird sie von Johnathon Moyle. Ihr Verein ist Counties Manukau.
Sie studierte Wirtschaft und Recht an der Victoria University of Wellington und ist Vorsitzende des Athletenausschusses des New Zealand Olympic Committees. Seit 2010 ist sie Jurymitglied des neuseeländischen Sporttribunals, einem Schiedsgericht bei Sportstreitigkeiten.

## Karriereverlauf
Sie gewann 20 neuseeländische Meisterschaften: im 200-Meter-Lauf 1989 (Junioren), 1996 und 2006, im 100-Meter-Lauf 1995, 1996, 2001, 2004, 2005 und 2006, im Weitsprung 1995, 1996, 1998, 1999, 2001, 2002, 2004, 2005 und 2006 sowie im Dreisprung 2004, 2005 und 2006. Die australischen offenen Weitsprungmeisterschaften gewann sie 1996, 1997 und 2001.
Bei internationalen Meisterschaften trat sie nur im Weitsprung an, sie schaffte es jedoch nicht zu einer Medaille bei ihren Teilnahmen an Weltmeisterschaften im Freien (1995, 1997, 1999 und 2001) und in der Halle (1997), Commonwealth Games (1994, 1998, 2002 und 2006) sowie bei Olympischen Spielen (1996 und 2000). Ihre beste Platzierung war der vierte Platz mit 6,56 m im ersten Versuch bei den Commonwealth Games 2006 in Melbourne, bei denen sie die Bronzemedaille, die an Céline Laporte von den Seychellen ging, um einen Zentimeter verfehlte.
Ihre Bestweite im Weitsprung liegt bei 6,68 m. Diesen neuseeländischen Rekord sprang sie am 1. März 1997 in Melbourne sowie am 25. März 2001 in Brisbane. Im Dreisprung liegt ihre Bestweite bei 12,34 m, die sie am 13. März 2005 in Wanganui sprang. Ihre beste Outdoor-Zeit im 60-Meter-Lauf liegt bei 7,69 s vom 19. November 2005 in Gold Coast. Ihre schnellste 100-Meter-Zeit liegt bei 11,64 s aus dem Jahr 1999 aus Brüssel, ihre beste 200-Meter-Zeit bei 24,02 s aus dem Jahr 2001 aus Christchurch. In der Halle hat sie im Weitsprung eine Bestweite mit dem neuseeländischen Hallenrekord von 6,34 m, gesprungen am 8. März 1997 bei den Hallenweltmeisterschaften in Paris-Bercy. Ihren neuseeländischen Rekord in der 4-mal-100-Meter-Staffel lief sie zusammen mit Jane Arnott, Rebecca Wardell und Caro Hunt mit 44,60 s am 31. März 2001 in Auckland.